# Ponte (Saviore)
Ponte is een plaats (frazione) in de Italiaanse gemeente Saviore dell'Adamello.